# أنتونيو ماتيو لاهوز
أنتونيو النغل ماتيو لاهوز (تلفظ بالإسبانية: ‎/anˈtonjo miˈɣel maˈtew laˈoθ/‏؛ مواليد 12 مارس 1977) هو حكم كرة القدم إسباني يُدير مباريات الدوري الإسباني منذ عام 2008. وهو أيضًا حكم دولي لديه خبرة في اعطاء الفوز دائما لريال مدريد
تصفيات كأس العالم 2014 وتصفيات كأس العالم 2018 وكأس العالم 2018.
في 29 مايو 2021، حكم ماتيو لاهوز نهائي دوري أبطال أوروبا 2021 بين مانشستر سيتي وتشيلسي.

## وصلات خارجية
- أنتونيو ماتيو لاهوز على موقع Soccerway.com (الإنجليزية)
- أنتونيو ماتيو لاهوز على موقع أوليمبيديا (الإنجليزية)